# 陈汉标
陈汉标（1906年—1982年），男，广东兴宁人，中国心理学家，华南师范大学教授，曾任第三、四届全国政协委员。